# 년짝현
년짝현(베트남어: Huyện Nhơn Trạch / 縣仁澤)은 베트남 동나이성의 농촌 현이다. 2020년에 시(타인포)로 승격할 예정이다.

## 행정 구역
년짝현에는 12개의 사가 있다.

### 사
- 히엡프억 (Hiệp Phước / 合福)
- 다이프억 (Đại Phước / 大福)
- 롱떤 (Long Tân / 隆新)
- 롱토 (Long Thọ / 隆壽)
- 푸동 (Phú Đông / 富東)
- 푸호이 (Phú Hội / 富會)
- 푸후우 (Phú Hữu / 富有)
- 푸타인 (Phú Thạnh / 富盛)
- 프억안 ( Phước An / 福安)
- 프억카인 (Phước Khánh / 福慶)
- 프억티엔 (Phước Thiền / 福成)
- 빈타인 (Vĩnh Thanh / 永淸)

## 년짝 공단
년짝현에는 정부가 승인한 9개의 산업단지가 있다. 한국 업체가 가장 많이 진출한 지역 중 하나이다.
- 년짝 제1산업단지 (449 ha)
- 년짝 제2산업단지 (70 ha)
- 년짝 제2D2D 산업단지 (347 ha)
- 년짝 제2년푸 산업단지 (183 ha)
- 년짝 제3산업단지 (697 ha)
- 년짝 제5산업단지 (309 ha)
- 년짝 제6산업단지 (327 ha)
- 년짝 옹케오 산업단지 (856 ha)